# Guerra da Restauração (República Dominicana)
Guerra da Restauração Dominicana (em castelhano:  Guerra de la Restauración)  foi uma guerra de guerrilha entre 1863 e 1865 na República Dominicana entre nacionalistas e soldados da Espanha, que reocuparam o país 17 anos após sua independência. A guerra resultou na restauração da soberania dominicana, na retirada das forças espanholas, na separação da Capitania Geral de Santo Domingo da Espanha e no estabelecimento de uma segunda república na República Dominicana.

## Antecedentes
O general Pedro Santana arrancou a presidência de Buenaventura Báez, que havia falido o tesouro do país com grande lucro para si mesmo. Diante de uma crise econômica e da possibilidade de um novo ataque do Haiti, Santana pediu à Espanha que retomasse o controle do país, após um período de apenas 17 anos depois da independência. A Espanha foi cautelosa a princípio, mas com os EUA ocupados com sua própria guerra civil e incapazes de aplicar a Doutrina Monroe, sentiu que tinha uma oportunidade de reafirmar o controle na América Latina. Em 18 de março de 1861, a anexação foi anunciada e Santana tornou-se governador-geral da província recém-criada.
No entanto, esse ato não foi bem recebido por todos. Em 2 de maio, o general José Contreras liderou uma rebelião fracassada, e Francisco del Rosario Sánchez liderou uma invasão do Haiti (oficialmente neutro, mas também preocupada com a flexibilidade da Espanha na área), mas ele foi capturado e executado em 4 de julho de 1861. O próprio Santana não se saiu bem sob o novo regime. Ele descobriu que era incapaz de exercer a mesma quantidade de poder sob o domínio espanhol que podia como presidente de uma nação independente e renunciou ao cargo em janeiro de 1862.
As autoridades espanholas começaram a alienar a população em geral, instituindo uma política conhecida como bagajes, que exigia que os cidadãos entregassem quaisquer animais de trabalho às forças armadas espanholas sob demanda, sem qualquer garantia de compensação. Isso foi especialmente problemático no Cibao região no norte, onde os agricultores dependiam de seus animais para sua subsistência. Um segundo fator foi cultural: o novo arcebispo da Espanha ficou horrorizado ao descobrir que um grande número de casais dominicanos não era casado dentro da Igreja Católica. Essa situação ocorreu devido a um pequeno número de padres no país, bem como à pobreza e à falta de estradas e transporte para chegar a uma igreja para o casamento. Com a melhor das intenções, o arcebispo Bienvenido de Monzón quis corrigir a situação em pouco tempo, mas suas demandas apenas irritaram a população local, que passou a aceitar o estado atual de nascimentos ilegítimos como normal.
Economicamente, o novo governo também impôs tarifas mais altas a mercadorias e navios não espanhóis e tentou estabelecer o monopólio do tabaco, alienando também as classes de comerciantes. No final de 1862, as autoridades espanholas começaram a temer a possibilidade de rebelião na região de Cibao (os sentimentos anti-espanhóis não eram tão fortes no sul). Por fim, apesar das declarações explícitas em contrário, espalham-se rumores de que a Espanha restabeleceria a escravidão e enviaria dominicanos negros para Cuba e Porto Rico.
Enquanto isso, a Espanha emitiu uma ordem real em janeiro de 1862, declarando sua intenção de recuperar os territórios que Toussaint Louverture havia tomado para o Haiti em 1794. Ao tentar conter distúrbios na Dominica, as tropas espanholas despejaram haitianos que moravam nessas áreas ao longo do território da fronteira haitiano-dominicano. O presidente haitiano Fabre Geffrard desistiu de sua posição de neutralidade e começou a ajudar os rebeldes dominicanos.

## Guerra
Em 16 de agosto de 1863, um novo grupo, sob a liderança de Santiago Rodríguez, fez uma ousada incursão em Capotillo, perto de Dajabón, e ergueu a nova bandeira dominicana na Colina de Capotillo. Essa ação, conhecida como El grito de Capotillo, foi o começo da guerra.
Cidade após cidade em Cibao aderiram à rebelião e, em 3 de setembro, uma força de 6 000 dominicanos sob o comando do comandante-geral Gaspar Polanco sitiou o Forte San Luis e seus 800 soldados espanhóis em Santiago, capturando-o em 13 de setembro. Os rebeldes estabeleceram um novo governo no dia seguinte, com José Antonio Salcedo como presidente nomeado, e imediatamente denunciou Santana, que agora liderava as forças espanholas, como traidor. Salcedo tentou contratar os EUA para obter assistência, mas foi rejeitado.
A Espanha teve dificuldades para combater os rebeldes. Ao longo da guerra, eles gastaram mais de 33 milhões de pesos e sofreram mais de 10 000 baixas (grande parte devido à febre amarela). Santana, que já havia sido reverenciado como um excelente estrategista militar, se viu incapaz de quebrar a resistência dominicana. Em março de 1864, ele claramente desobedeceu às ordens de concentrar suas forças em torno de Santo Domingo e foi repreendido e dispensado de seu comando pelo governador-geral José de la Gándara, que ordenou Santana a Cuba para enfrentar uma corte marcial. No entanto, Santana morreu de repente antes que isso acontecesse.
La Gándara tentou intermediar um cessar-fogo com os rebeldes. Ele e Salcedo concordaram em discutir os termos de paz, mas no meio das negociações, Salcedo foi derrubado e assassinado pelo grupo descontente de comandantes da Restauração liderados por Gaspar Polanco. Polanco estava preocupado com o fato de Salcedo ter tomado ações negligentes contra as autoridades espanholas, cometido inúmeros erros militares dispendiosos e planejava recordar o ex-presidente de anexação Buenaventura Báez, a quem os rebeldes odiavam tanto quanto odiavam os espanhóis por suas ações antes de Santana, em julho de 1857 golpe. Embora Báez inicialmente se opusesse à anexação espanhola, ele começou a viver na Espanha com um subsídio do governo e teve o posto honorário de marechal de campo no exército espanhol. Não foi até perto do fim da guerra que ele voltou à República Dominicana.
Na Espanha, a guerra estava se mostrando extremamente impopular. Combinado com outras crises políticas que estavam acontecendo, contribuiu para a queda do primeiro-ministro espanhol Leopoldo O'Donnell em 1866. O ministro da Guerra da Espanha ordenou a cessação das operações militares na ilha, enquanto o novo primeiro-ministro Ramón María Narváez apresentou a questão perante o Cortes Gerais.
O reinado de Polanco durou pouco. Após um ataque infeliz à posição espanhola em Monte Cristi e os esforços para estabelecer o monopólio do tabaco em nome de seus amigos, ele próprio foi derrubado por um movimento apoiado por seu próprio irmão, general Juan Antonio Polanco, Pedro Antonio Pimentel e Benito Moncion, que nomeou Benigno Filomeno de Rojas como presidente e Gregorio Luperón como vice-presidente em janeiro de 1865. Dada a trégua nos combates, a junta provisória organizou uma nova constituição e, quando isso foi adotado, o general Pedro Antonio Pimentel tornou-se o novo presidente a partir de 25 de março de 1865.
A essa altura, o resultado da Guerra Civil Americana não estava mais em séria dúvida. Do outro lado do Atlântico, as Cortes agora tinham que considerar a probabilidade de uma eventual intervenção dos EUA e decidiram que não queriam financiar uma guerra por um território que realmente não valia a pena. Em 3 de março de 1865, a rainha Isabella II assinou a anulação da anexação. Em 15 de julho, não havia mais tropas espanholas na ilha.

## Rescaldo

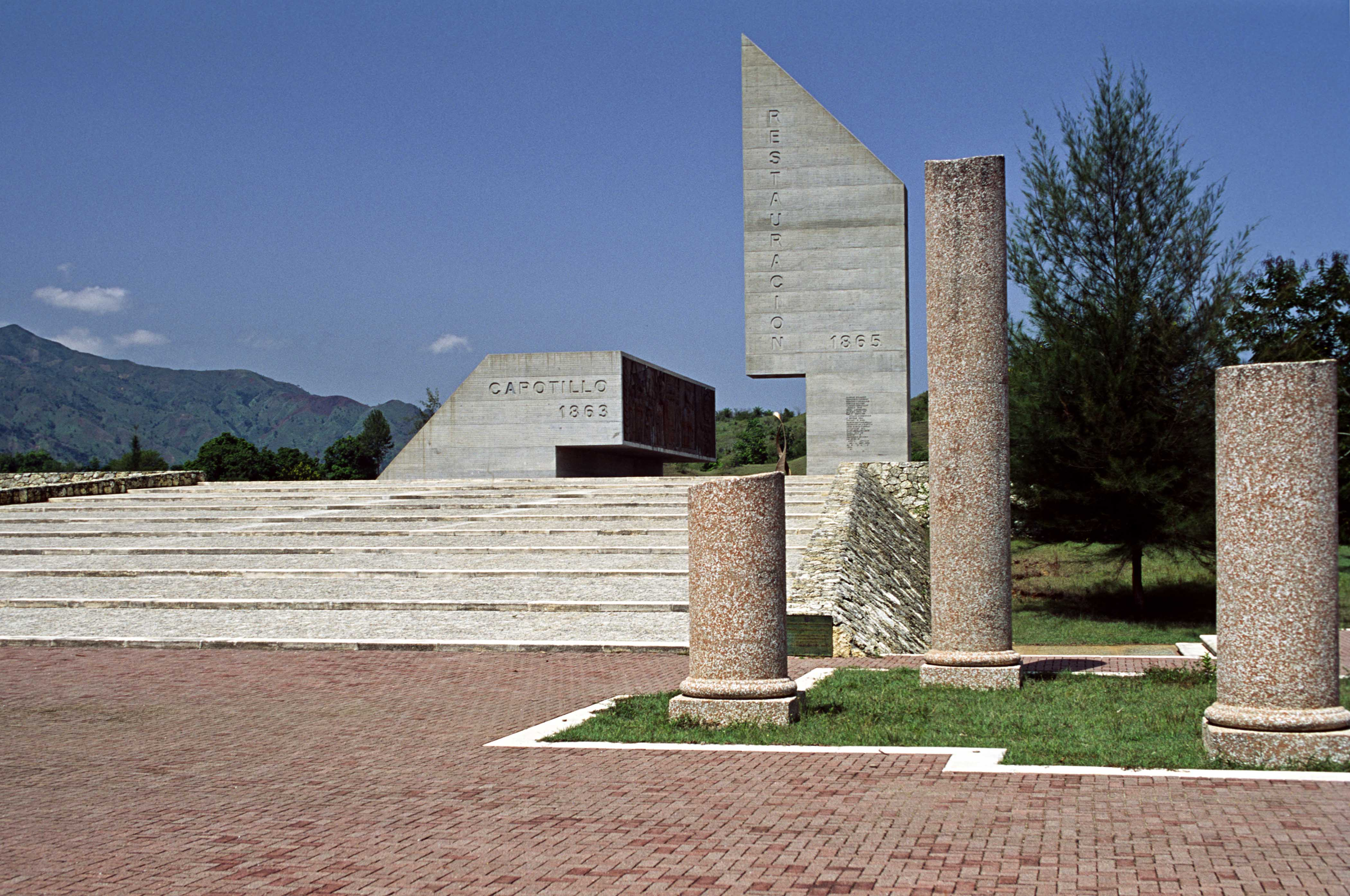
Monumento à Guerra de Restauração Dominicana

Embora muitas cidades dominicanas tenham sido destruídas e a agricultura em todo o país (além do tabaco) tenha sido interrompida durante os anos de guerra, a Guerra de Restauração trouxe um novo nível de orgulho nacional à República Dominicana. A vitória dominicana também mostrou aos nacionalistas em Cuba e Porto Rico que a Espanha poderia ser derrotada. Por outro lado, na política local, a liderança durante a guerra estava concentrada nas mãos de alguns caudilhos regionais, ou homens fortes , que podiam comandar a lealdade das regiões e que tinham mais intenção de melhorar a si mesmos e a seus seguidores do que a nação como um todo. Este sistema de poder político persistiu até o final do século XX.
A política dominicana permaneceu instável pelos próximos anos. Pimentel foi presidente por apenas cinco meses antes de ser substituído por José María Cabral. Cabral, por sua vez, foi deposto por Buenaventura Báez em dezembro de 1865, mas retomou a presidência em maio de 1866. Suas negociações com os Estados Unidos sobre a possível venda de terras ao redor da Baía de Samaná provaram ser tão impopulares que Báez conseguiu recuperar a presidência mais uma vez em 1868.
Nas relações intra-ilhas, a guerra marcou um novo nível de cooperação entre o Haiti e a República Dominicana. Até agora, o Haiti considerava a ilha de Hispaniola "indivisível" e tentara, sem sucesso, conquistar a metade oriental várias vezes antes. A guerra forçou o Haiti a perceber que esse objetivo era essencialmente inatingível e, em vez disso, foi substituído por anos de disputas fronteiriças entre os dois países.
16 de agosto é comemorado um feriado nacional na República Dominicana, bem como o dia em que o presidente dominicano assumirá o cargo a cada quatro anos.